# Джонсон, Кэтрин (хоккеистка на траве)
Кэтрин Джонсон (до замужества — Макдугалл) (англ. Kathryn Johnson (MacDougall), 9 сентября 1963, Саммерсайд, Канада) — канадская хоккеистка (хоккей на траве), полевой игрок (центральный полузащитник, защитник). Бронзовый призёр чемпионата мира 1986 года, бронзовый призёр Панамериканских игр 1987 года. Участвовала в летних Олимпийских играх 1988 года.

## Биография
Кэтрин Джонсон родилась 9 сентября 1963 года в канадском городе Саммерсайд. Окончив в 1981 году среднюю школу, поступила учиться в университет Нью-Брансуика.
Играла в хоккей на траве за команды университета и Приморских провинций. В 1984 и 1986 году признавалась лучшей спортсменкой университета (кубок Колина Маккея). C 1982 по 1988 год входила в состав национальной сборной. В индор-хоккее входила во всеканадскую сборную и трижды подряд стала чемпионкой страны.
В 1986 году завоевала бронзовую медаль на чемпионате мира в Амстелвене.
В 1987 году завоевала бронзовую медаль Панамериканских игр в Индианаполисе.
В 1988 году вошла в состав женской сборной Канады по хоккею на траве на летних Олимпийских играх в Сеуле, занявшей 6-е место. Играла в поле, провела 5 матчей, забила 1 мяч в ворота сборной Южной Кореи.
Вместе с Дорной Хорнибрук руководила командой университета Нью-Брансуика, выигравшей хоккейный турнир на летних Канадских играх 1989 года в Саскатуне.
Введена в Зал спортивной славы Острова Принца Эдуарда 15 сентября 2007 года.

## Семья
Сын Кэтрин Джонсон Стивен Джонсон (род. 1995) играет в хоккей с шайбой за канадский «Сент-Мэри Юнивёрсити».